# 重力圏
重力圏（じゅうりょくけん）とは、複数の天体が存在する系において、特定の1つの天体が及ぼす重力による影響が、他の天体による影響の総和よりも卓越する領域を指す。
質量を有する物体（天体）は、その質量に比例して、周囲に空間の歪みを形成する。これが重力の正体だと信じられており、その作用の仕方は万有引力の法則として知られてきた。天体から離れた点においては、その天体から受ける重力の強さは、その天体までの距離の2乗に反比例して減少する。重力は遠距離力であって無限遠まで到達するから、1つの天体のみで重力圏を考えても意味は薄い。
なお、天体に接近し過ぎてロッシュ限界に入り込んだ場合は、天体の破壊が起こり得る。

## 重力圏（狭義）
単純化された状況として仮想的に空間に固定された2天体が存在している場合を考えると、任意の点において両天体の及ぼす重力の強さは、その天体の質量に比例し距離の2乗に反比例することから、重力圏の大きさの比は両天体の質量比の平方根である。
例えば太陽と地球の場合、地球の質量は太陽の約33万分の1であるため、その平方根に地球と太陽の平均距離1天文単位（1億5000万キロメートル）を掛けて、（太陽に対する）地球重力圏の半径は、約26万キロメートルと計算できる。
月は、地球の重力に束縛されており、地球を中心に公転している地球の衛星として説明される場合がある。しかし、重力圏の試験物体 (Test Particle) として太陽と地球の間に存在する月を考えると、月と地球の平均距離は約 38万キロメートルであるため、地球の重力圏の外に位置する。このため太陽との関係においては、地球と一緒に太陽を公転する天体であり、地球－月の系を1つの連惑星系と見なせる。

## 作用圏
狭義の重力圏の外側に存在しているのに、月が地球を周回しているように見える現象が起こる理由は、月は地球と一緒に太陽の周りを公転しているため、太陽からの引力が公転速度による遠心力で相殺されて、同様に公転する地球から見ると、太陽が月に及ぼす引力は太陽が地球に及ぼす引力との差分（潮汐力）でしか働かないためである。このような場合には、地球の月に対する重力と、太陽の月に対する潮汐力（距離の3乗に反比例する）の比較で考えた方が好都合であり、このようにして定まる領域を作用圏（影響圏、Sphere of Influence）と呼ぶ。作用圏の半径は近似計算によれば質量比の2/5乗に比例し、太陽に対する地球の場合は93万キロメートルと近似され、月は地球の作用圏の内側に位置する。一般的な重力圏という言葉の語感としては、この作用圏の解釈が妥当であるかもしれない。

## ヒル圏
更に制限三体問題（3つの天体の重力運動を求める三体問題のうち、2天体に対する第3の天体の質量が無視できる場合）として拡張すると、第1の天体によって摂動を受けながら第2の天体の周りを運動する第3の微小天体 (Test Particle) が、いつまでも第2の天体の周りに留まる領域を考える事ができ、これをヒル圏（Hill sphere, ヒル球）と呼ぶ。ヒル圏の形状は2天体の質量比により変化する。ただし質量比が小さい場合は円として近似でき、その大きさは質量比の1/3の立方根である。これはラグランジュ点 L1 の位置に相当し、地球－太陽の系では、地球から太陽側に約150万キロメートルの場所に該当する。
以上を整理すると、重力圏、作用圏、ヒル圏の大きさは、この順に質量比の平方根（1/2乗）、2/5乗、立方根（1/3乗）に比例し、質量比を1より小にとれば、係数を無視して、この順に大きくなると概算できる。